# Hestina australis
Hestina australis är en fjärilsart som beskrevs av John Henry Leech 1892. Hestina australis ingår i släktet Hestina och familjen praktfjärilar. Inga underarter finns listade i Catalogue of Life.